# Cross Lake 19
Cross Lake 19 est une réserve indienne de la Première Nation de Cross Lake située au Manitoba au Canada.

## Géographie
Cross Lake 19 est située à environ 80 km au nord du lac Winnipeg au Manitoba. La réserve couvre une superficie de 2 375,5 hectares.

## Annexe